# Barnaállú gyümölcsgalamb
A barnaállú gyümölcsgalamb (Ptilinopus subgularis) a madarak osztályának galambalakúak (Columbiformes) rendjébe és a galambfélék (Columbidae) családjába tartozó faj.

## Rendszerezése
A fajt Adolf Bernhard Meyer és Lionel William Wiglesworth írták le 1896-ban, Ptilopus subgularis néven. Egyes szervezetek a Ramphiculus nembe sorolják Ramphiculus subgularis néven.

## Előfordulása
Az Indonéziához tartozó Banggai-szigetek területén honos. Természetes élőhelyei szubtrópusi és trópusi síkvidéki esőerdők. Állandó, nem vonuló faj.

## Megjelenése
Testhossza 36 centiméter.

## Életmódja
Gyümölcsökkel táplálkozik.

## Természetvédelmi helyzete
Az elterjedési területe kicsi és az emberi tevékenység miatt gyorsan csökken, egyedszáma 2500-9999 példány közötti és szintén csökken. A Természetvédelmi Világszövetség Vörös listáján sebezhető fajként szerepel.